# VLS-1

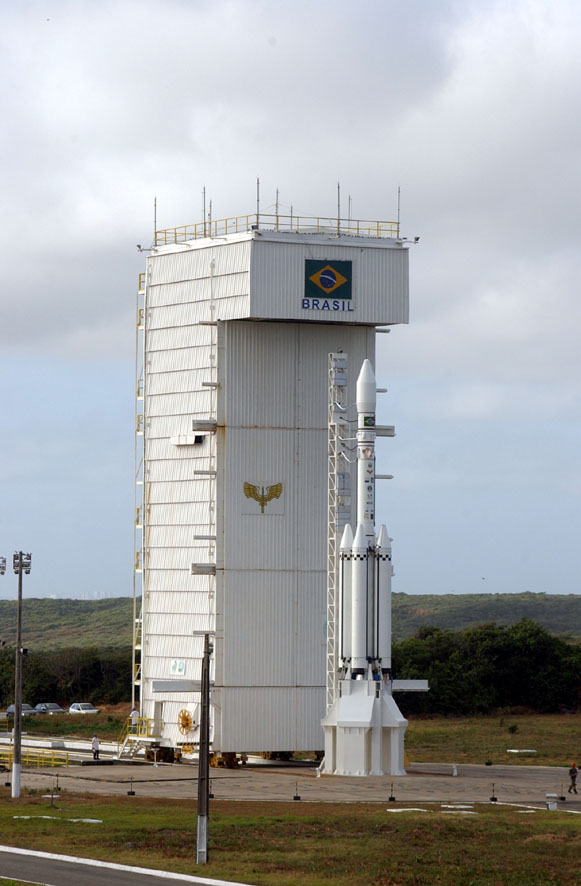
VLS-1

Die VLS-1 (Veículo Lançador de Satélites) war eine geplante brasilianische Trägerrakete, die auf der Höhenforschungsrakete Sonda 4 basierte. Sie sollte Satelliten von bis zu 350 kg in eine niedere Erdumlaufbahn befördern können. Nach zwei fehlgeschlagenen Testflügen wurde die Entwicklung eingestellt.

## Aufbau
Die Rakete bestand aus drei Stufen mit Feststoffantrieb. In der ersten Phase wurde der Start von vier Boostern unterstützt. Alle Triebwerke verwendeten APCP (Ammoniumperchlorat, Aluminiumpulver und Polybutadien) als Treibstoff.
Die Gesamthöhe der VLS-1 betrug 19,7 m, ihre Masse etwa 49,6 t.
|                     | Booster        | Erste Stufe | Zweite Stufe | Dritte Stufe |
| ------------------- | -------------- | ----------- | ------------ | ------------ |
| Name                | S-43 (4 Stück) | S-43 TM     | S-40 TM      | S-44         |
| Höhe                | 9,00 m         | 8,10 m      | 5,80 m       | 1,80 m       |
| Durchmesser         | 1,00 m         | 1,00 m      | 1,00 m       | 1,00 m       |
| Masse unbetankt     | 1328 kg        | 1536 kg     | 1212 kg      | 190 kg       |
| Masse betankt       | 8550 kg        | 8720 kg     | 5664 kg      | 1025 kg      |
| Antrieb             | Feststoff      | Feststoff   | Feststoff    | Feststoff    |
| Triebwerke          | 1              | 1           | 1            | 1            |
| Schub               | 303 kN         | 320,6 kN    | 208,39 kN    | 33,24 kN     |
| Spezifischer Impuls | 260 s          | 277 s       | 275 s        | 282 s        |
| Brenndauer          | 59 s           | 58 s        | 56 s         | 68 s         |

Die Einzelteile der Rakete wurden vom CTA (Comando-Geral de Tecnologia Aeroespacial) in São José dos Campos bei São Paulo hergestellt und zum Startplatz Alcântara transportiert.

## Flüge

### Testflüge
Am 1. Dezember 1985 und am 18. Mai 1989 fanden Testflüge mit der kleineren Version VLS-R1 statt. Startplatz war das Centro de Lançamento da Barreira do Inferno bei Natal.
Der Jungfernflug der VLS-1 sollte unter der Bezeichnung V01 am 2. November 1997 stattfinden. Die Nutzlast bestand aus dem Satelliten SCD-2A. Beim Start um 12:25 Uhr GMT versagte jedoch einer der Booster, so dass der Selbstzerstörungsmechanismus der Rakete ausgelöst werden musste.
Der zweite Start erfolgte unter der Bezeichnung V02 am 11. Dezember 1999 um 18:25 Uhr GMT. Dieses Mal versagte die zweite Stufe, so dass auch diese Rakete gesprengt werden musste, wobei auch der Forschungssatellit SACI 2 verloren ging.

### Katastrophe
Der nächste Start war zuerst für Oktober 2002 geplant, wurde aber erst auf den 7. Mai und dann auf den 20. Juni 2003 verschoben und schließlich auf den 25. August 2003 angesetzt. Als Nutzlast waren die beiden Satelliten SATEC und UNOSAT vorgesehen.
Drei Tage vor dem geplanten Start, am 22. August 2003 zündete bei Arbeiten an der Trägerrakete einer der Booster vorzeitig, woraufhin die ganze Rakete explodierte. Dies kostete 21 Menschen das Leben, weitere 20 wurden verletzt. Der Verlust von Experten, Rakete und Starteinrichtungen bedeutete einen großen Rückschlag für das brasilianische Raumfahrtprogramm.

### Ende
Nach der Explosion wurden weitere Testflüge ausgesetzt und zuerst die bisherige Entwicklung überprüft. Im Jahre 2008 wurde das Projekt wieder aufgenommen, und das Triebwerk der zweiten Stufe getestet. Ein Satellitenstart war für 2012 bis 2015 vorgesehen. Im Jahr 2016 wurde jedoch die Entscheidung getroffen, die VLS-1 nicht mehr weiterzuentwickeln und sich stattdessen auf die VLM (Veículo Lançador de Microssatélite) zu konzentrieren.